# Saison 1 de Perception
Chronologie
Saison 2
Cet article présente la première saison de la série télévisée américaine Perception.

## Distribution

### Acteurs principaux
- Eric McCormack (VF : Guillaume Lebon) : Dr Daniel Pierce
- Rachael Leigh Cook (VF : Philippa Roche) : agent spécial Kate Moretti
- Arjay Smith (VF : Jonathan Amram) : Max Lewicki
- Kelly Rowan (VF : Marie-Laure Dougnac) : Natalie Vincent / Dr Caroline Newsome

### Acteurs récurrents
- LeVar Burton (VF : Thierry Desroses) : Paul Haley (6 épisodes)
- Jonathan Scarfe (VF : Damien Boisseau) : Roger Probert, agent du FBI (6 épisodes)

### Invités
- Jamie Bamber (VF : Mathias Kozlowski) : Michael Hathaway[1] (épisodes 2, 6 et 8)
- Dan Lauria (VF : Sylvain Lemarié) : Joe Moretti (épisode 3)
- Sheryl Lee : Lacey Penderhalt[2] (épisode 3)
- Pamela Reed (VF : Brigitte Aubry) : Mrs Penderhalt[2] (épisode 3)
- Neal McDonough (VF : Bruno Dubernat) : Fredrick James Dafoe[2] (épisode 4)
- Cary Elwes (VF : Bertrand Liebert) : British Intelligence Officer[2] (épisode 4)
- Roger Bart (VF : Vincent Ropion) : IRS Agent Ethan Kendrick[3] (épisode 5)
- Krista Allen : Allison Bannister[4] (épisode 6)
- Edward Furlong : Pete[3] (épisode 7)
- Tom Sizemore : Bobby[3] (épisode 7)
- Shane Coffey (VF : Brice Ournac) : Daniel Pierce (épisode 8)
- Jimmy Bennett : Alex Willingham[5] (épisodes 9 et 10)

## Liste des épisodes

### Épisode 1:L'Hallucinant Docteur Pierce
- États-Unis : 9 juillet 2012 sur TNT
- Belgique : 6 mars 2013 sur RTL-TVI[6]
- Québec : 19 mars 2013 sur Séries+
- France : 10 avril 2014 sur M6[7]

- États-Unis : 5,601 millions de téléspectateurs[8] (première diffusion)
- France : 2,9 millions de téléspectateurs[9] (première diffusion)

- Jonathan Scarfe (Roger Probert)
- LeVar Burton (Paul Haley)
- Jeremy Ratchford (le détective Hammond)
- Colin Cunningham (Gerard Permut)

### Épisode 2:La Femme sans visage
- États-Unis : 16 juillet 2012 sur TNT
- Belgique : 6 mars 2013 sur RTL-TVI
- Québec : 20 mars 2013 sur Séries+
- France : 10 avril 2014 sur M6

- États-Unis : 5,331 millions de téléspectateurs[10] (première diffusion)
- France : 2,3 millions de téléspectateurs[9] (première diffusion)

- Jamie Bamber (Michael Hathaway)
- Katherine Boecher (Olena Marchenko Prentice)
- Winter Ave Zoli (Paulina)

### Épisode 3:Carpe Diem
- États-Unis : 23 juillet 2012 sur TNT
- Belgique : 13 mars 2013 sur RTL-TVI
- Québec : 27 mars 2013 sur Séries+
- France : 10 avril 2014 sur M6

- États-Unis : 4,54 millions de téléspectateurs[11] (première diffusion)
- France : 1,8 million de téléspectateurs[9] (première diffusion)

- Dan Lauria (Joe Moretti)
- Sheryl Lee (Lacey Pinderhall)
- Pamela Reed (Madame Pinderhall)
- Armin Shimerman (Docteur Cutler)
- Jonathan Scarfe (Agent Roger Probert)

### Épisode 4:Le Code du mal
- États-Unis : 30 juillet 2012 sur TNT
- Belgique : 13 mars 2013 sur RTL-TVI
- Québec : 3 avril 2013 sur Séries+
- France : 10 avril 2014 sur M6

- États-Unis : 3,733 millions de téléspectateurs[12] (première diffusion)
- France : 1,2 million de téléspectateurs[9] (première diffusion)

- Cary Elwes (Officier anglais)
- Neal McDonough (Fredrick James Dafoe)

### Épisode 5:Les Voix du seigneur
- États-Unis : 6 août 2012 sur TNT
- Belgique : 20 mars 2013 sur RTL-TVI
- Québec : 10 avril 2013 sur Séries+
- France : 17 avril 2014 sur M6

- États-Unis : 4,097 millions de téléspectateurs[13] (première diffusion)
- France : 2,22 millions de téléspectateurs[14] (première diffusion)

- Jaimie Alexander (Nicky Atkins)
- Roger Bart (Agent Ethan Kendrick)
- Tim Guinee (Tom Shelby)
- Lisa Waltz (Sandy Shelby)
- Bradford Anderson (Shane Flannery)
- Anita Finlay (Madame Baker)
- Melissa Farman (Jeanne d'Arc)

### Épisode 6:Le Philtre de mort
- États-Unis : 20 août 2012 sur TNT
- Belgique : 20 mars 2013 sur RTL-TVI
- Québec : 17 avril 2013 sur Séries+
- France : 17 avril 2014 sur M6

- États-Unis : 3,902 millions de téléspectateurs[15] (première diffusion)
- France : 1,9 million de téléspectateurs[14] (première diffusion)

- Jamie Bamber (Docteur Michael Hathaway)
- Krista Allen (Allison Bannister)
- Spencer Garrett (Howard Reycraft)

### Épisode 7:Nemesis
- États-Unis : 27 août 2012 sur TNT
- Belgique : 27 mars 2013 sur RTL-TVI
- Québec : 24 avril 2013 sur Séries+
- France : 17 avril 2014 sur M6

- États-Unis : 3,975 millions de téléspectateurs[16] (première diffusion)
- France : 1,7 million de téléspectateurs[14] (première diffusion)

- Edward Furlong (Pete Dolan)
- Jonathan Tucker (Brady McGraw)
- Mary Page Keller (Juge Karen Trent)
- Tom Sizemore (Bobby Lonergan)

### Épisode 8:Meurtre sur le campus
- États-Unis : 3 septembre 2012 sur TNT
- Belgique : 27 mars 2013 sur RTL-TVI
- Québec : 1er mai 2013 sur Séries+
- France : 25 avril 2014 sur M6

- États-Unis : 4,212 millions de téléspectateurs[17] (première diffusion)
- France : 350 000 téléspectateurs[18] (première diffusion)

- Jamie Bamber (Docteur Michael Hathaway)
- Shane Coffey (D.J.)
- Lisa Banes (Irene Reardon)
- William Moseley (Prince Karl de Hasse-Brandenberg)

L'université devient une scène de crime lorsqu'une étudiante est retrouvée morte dans son dortoir ; Kate mène l'enquête, suspectant entre autres un étudiant en Chimie, Billy, et l'ex petit ami de la victime, Karl, descendant de la vieille aristocratie allemande, alors que sa vie amoureuse est elle-même compliquée. De son côté, Daniel doit faire face à un trafic de grande ampleur au sein du campus, mêlant drogues et devoirs, qui l'amène à diagnostiquer la maladie d'un de ses étudiants, mais également à se revoir lorsqu'il était lui-même élève de l'université. 

### Épisode 9:Aux portes de la folie
- États-Unis : 10 septembre 2012 sur TNT
- Belgique : 3 avril 2013 sur RTL-TVI
- Québec : 8 mai 2013 sur Séries+
- France : 25 avril 2014 sur M6

- États-Unis : 3,54 millions de téléspectateurs[19] (première diffusion)
- France : 230 000 téléspectateurs[18] (première diffusion)

- Bridget Regan (Victoria Ryland)
- Freddy Rodríguez (Wesley Sumter)
- Jayne Atkinson (Helen Paulson)
- Jimmy Bennett (Alex Willingham)
- Jonathan Scarfe (Agent Roger Probert)
- Matthew Glave (Sénateur Scott Ryland)
- Nicole de Boer (Janice Zimmerman)
- Steven Culp (John F. Kennedy)

### Épisode 10:Une dure réalité
- États-Unis : 17 septembre 2012 sur TNT
- Belgique : 3 avril 2013 sur RTL-TVI
- Québec : 15 mai 2013 sur Séries+
- France : 2 mai 2014 sur M6

- États-Unis : 3,485 millions de téléspectateurs[20] (première diffusion)
- France : 470 000 téléspectateurs[21] (première diffusion)

- Bridget Regan (Victoria Ryland)
- Freddy Rodríguez (Wesley Sumter)
- Jayne Atkinson (Helen Paulson)
- Jimmy Bennett (Alex Willingham)
- Jonathan Scarfe (Agent Roger Probert)
- Matthew Glave (Sénateur Scott Ryland)